# Al-Jarniyah, Rif Dimashq
Al-Jarniyah (tiếng Ả Rập: Tiếng Ả Rập) là một ngôi làng của Syria ở quận Al-Tall của tỉnh Rif Dimashq. Theo Cục Thống kê Trung ương Syria (CBS), Al-Jarniyah có dân số 271 người trong cuộc điều tra dân số năm 2004.